# Kanadagös
Kanadagös (Sander canadensis) är en fisk i familjen abborrfiskar som finns i Nordamerika. 

## Utseende
En avlång fisk med cylindrisk kroppsform, flera stora huggtänder och två separata ryggfenor: Den främre, triangelformade, består av 12 till 13 hårda taggstrålar, medan den bakre har en taggstråle och 16 till 21 mjukstrålar. Kroppsfärgen är gulaktigt olivfärgad till grå med flera rader med skarpa, mörka prickar på den främre ryggfenan, en svart fläck vid bröstfenans bas och 3 eller 4 mörka, breda, sadelformade fläckar på rygg och sidor. Mellan de större fläckarna har den flera mindre, mörka prickar. Undersidan är vit. Precis som hos den närstående släktingen glasögongös är hornhinnan silveraktigt vit. Denna konstruktion minskar inte synförmågan, utan ökar tvärtom den, genom att ljuset reflekteras tillbaka till näthnnan en andra gång. Honor är vanligtvis större än hanarna; som mest kan den bli 76 cm lång och väga 3,96 kg, men är oftast betydligt mindre.

## Förväxlingart
Kanadagösen är mycket lik den nära släktingen glasögongösen; främsta skillnaden är att den förstnämnda har en tydligt prickig främre ryggfena. I områden där båda arterna lever utkonkurreras vanligen kanadagösen av sin släkting, utom i mycket grumliga vatten där kanadagösen har en fördel på grund av sin bättre syn.

## Vanor
Kanadagösen lever i sjöar, reservoarer och större floder, där den förefaller att föredra grumliga vatten. Den är ljusskygg men jagar sitt byte med hjälp av synen; nattetid i klart vatten, under dagen i mera grumliga sådana. Bytet, som består av småfisk, insekter och deras larver samt kräftdjur tas nära bottnen.
Högsta konstaterade ålder är 18 år.

### Fortplantning
Hanarna blir könsmogna vid 2 till 3 års ålder, honorna vid 4 till 6. Arten leker i grunda vatten med sten- eller grusbotten under maj och juni, när vattnet når en temperatur av 4 till 6°C. Själva leken sträcker sig över en två-veckorsperiod, under vilken hanarna anländer först till lekplatserna. Arten bygger inga bon, utan de klibbiga äggen får sjunka till bottnen. De nykläckta larverna tillbringar 7 till 9 dagar på bottnen medan gulesäckens innehåll förbrukas. Larverna börjar ta vattenloppor, mygglarver och hoppkräftor, innan de övergår till de vuxna fiskarnas diet.

## Utbredning
Det ursprungliga utbredningsområdet omfattar Saint Lawrenceflodens flodområde via Stora sjöarna till Hudson Bay i Kanada, samt från Mississippiflodens flodområde från Quebec till Alberta söderöver till norra Alabama och Louisiana i USA. Den har emellertid i stor utsträckning inplanterats bland annat längre söderöver i Mississippi och andra floder med utlopp i Mexikanska golfen, i Missourifloden med bifloder i Nebraska, North och South Dakota, samt floder med utlopp i Atlanten som exempelvis Savannahfloden på gränsen mellan Georgia och South Carolina. Den har också inplanerats i North Carolina, men stammen där har dött ut.
Arten är föremål för stora populationsförändringar, och har bland annat minskat i området kring de Stora sjöarna.

## Ekonomisk användning
Arten är en populär sportfiskeart som vanligtvis tas på spö.